# Заречный (Успенский район)
Заречный — посёлок в Успенском районе Краснодарского края России.
Входит в состав Вольненского сельского поселения.

## Географическое положение
Посёлок расположен в 2 км к западу от центра сельского поселения — села Вольного, на правом берегу Урупа.

## Население
| 2002 | 2010 |
| ---- | ---- |
| 475  | ↘433 |